# Хороднічень (комуна)
Хороднічень, Хороднічені (рум. Horodniceni) — комуна у повіті Сучава в Румунії. До складу комуни входять такі села (дані про населення за 2002 рік):
- Ботешть (499 осіб)
- Бредецел (684 особи)
- Міхеєшть (969 осіб)
- Ротопенешть (404 особи)
- Хороднічень (1167 осіб)

Комуна розташована на відстані 343 км на північ від Бухареста, 15 км на південний захід від Сучави, 115 км на захід від Ясс.

## Населення
За даними перепису населення 2002 року у комуні проживали 3723 особи, усі — румуни. Усі жителі комуни рідною мовою назвали румунську.
Склад населення комуни за віросповіданням:
| Релігія       | Кількість осіб | Відсоток |
| ------------- | -------------- | -------- |
| православні   | 3492           | 93,8%    |
| п'ятдесятники | 2              | 0,1%     |
| адвентисти    | 1              | < 0,1%   |
| бретрени      | 1              | < 0,1%   |